# زي تقليدي كردي

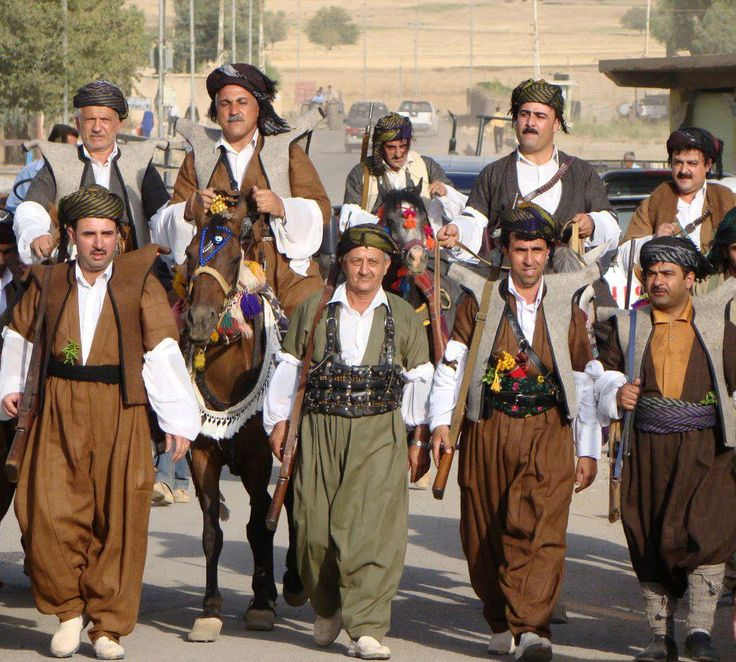
رجال أكراد لابسون أزياء كردية تقليدية.

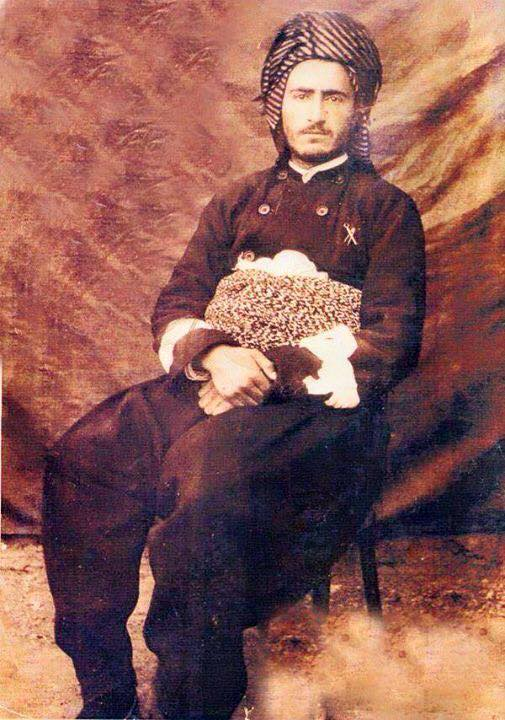
القاضي محمد وهو لابسٌ زيه الكردي.

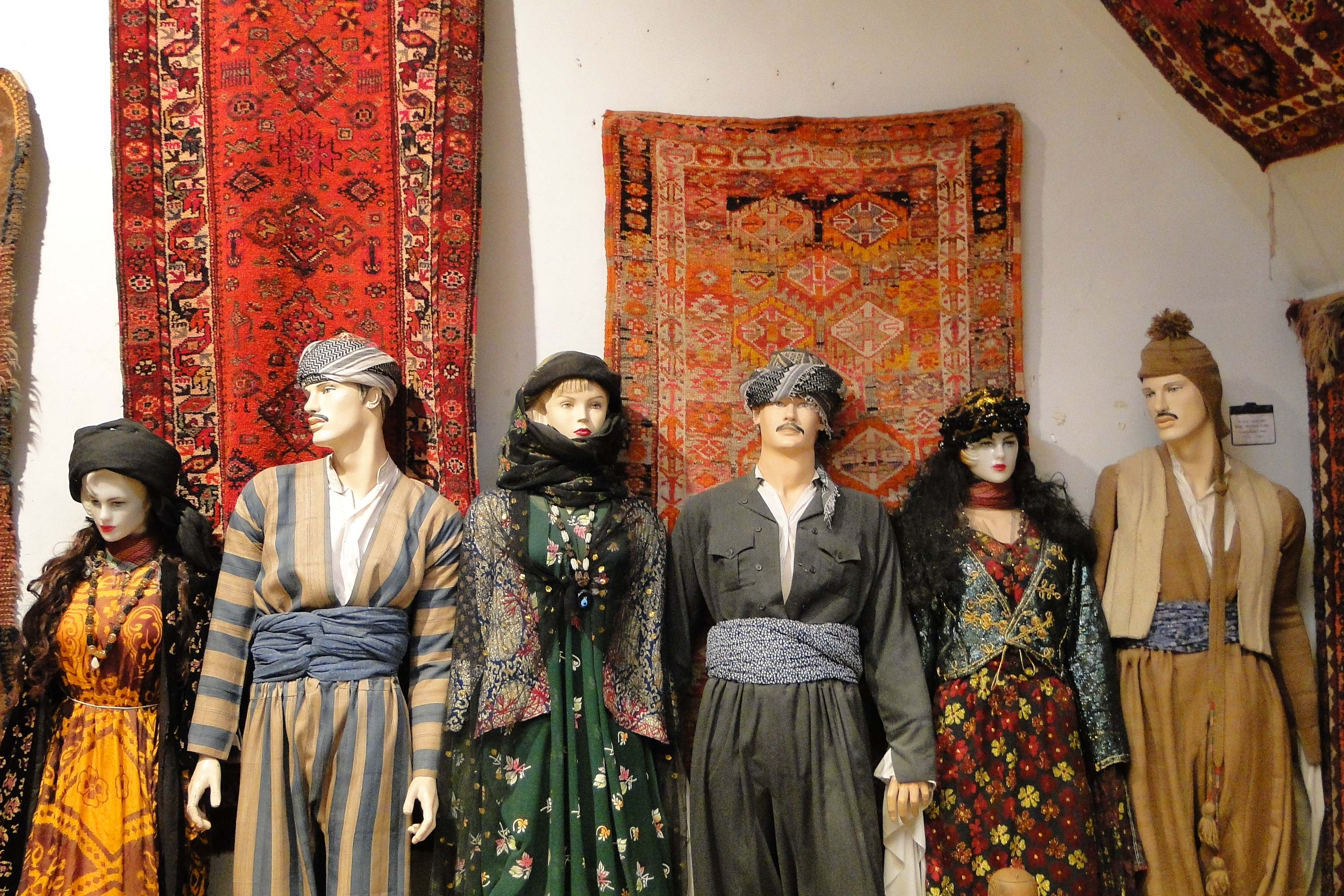
بعض أمثلة الأزياء الكردية، في متحفٍ في الأربيل.

الزي التقليدي الكردي هو الزي القومي الذي يلبسه الأكراد وكان زيهم اليومي في القرون الماضية أما الآن فيرتدى في المناسبات. وفي عرف الأكراد لابد لكل فتاة وامرأة وشاب ورجل أن يمتلك ولو زيا كرديا واحدا لأنه يرتبط بالمناسبات وخاصة القومية منها خصوصا عيد نوروز المصادف الواحد والعشرين من شهر مارس الذي يمثل بداية السنة الكردية.

## وصفه
يتصف بانه زي المناسبات السعيدة وذلك لكثرة ألوانه الزاهية وتطريزاته وقماشه الفاخر.

### زي الرجال
في الرجال عادة يتكون من سروال فضفاض يسمى شروال وسترة من نفس اللون والقماش. الحزام يكون عبارة عن قماش عريض خفيف بلون مختلف وقد يكون مزركشا أحيانا.

### زي النساء
الزي النسائي يتألف في هيئته الاعتيادية من ثوب طويل تغطي في الغالب اخمص القدمين، وذات كمين طويلين يرتبطان بذيلين مخروطيين طويلين أيضا يسميان في اللغة الكردية بـ «فقيانة». وفي الغالب يخيط هذا الثوب من قماش شفاف جدا ذي خيوط حريرية ناعمة الملمس ومطرزة بأنواع مختلفة من المنمنمات والحراشف المعدنية البراقة الشبيهة بحراشف السمك، وترتدي المرأة الكردية تحت هذه الدشداشة العريضة قميصا داخليا رقيقا وحريريا، لكنه ذو لون داكن وغير شفاف ليصبح بمثابة خلفية عاكسة للدشداشة الشفافة. اما الجزء العلوي من هذا الزي فانه مؤلف من سترة قصيرة جدا بلا أكمام لا يزيد طولها على 25 سنتيمترا تخيط في الغالب من نوع خاص من الاقمشة المغطاة كاملة بالمنمنات والحراشف المعدنية البراقة بغية إضافة المزيد من اللمعان إلى الزي باكمله. وفي موسم الشتاء تستبدل هذه السترة القصيرة بأخرى طويلة تصل إلى اسفل الكعبين وذات كمين طويلين وتحاك من نفس الاقمشة، وعادة ما يتم تنسيق الألوان بدقة متناهية بين لون قماش الدشداشة الرقيقة والقميص الداخلي والسترة القصيرة والسروال الطويل الذي تمتد اكمامه الضيقة إلى اسفل الكعبين، الذي يحاك في الغالب من الاقمشة الحريرية ذات البريق.

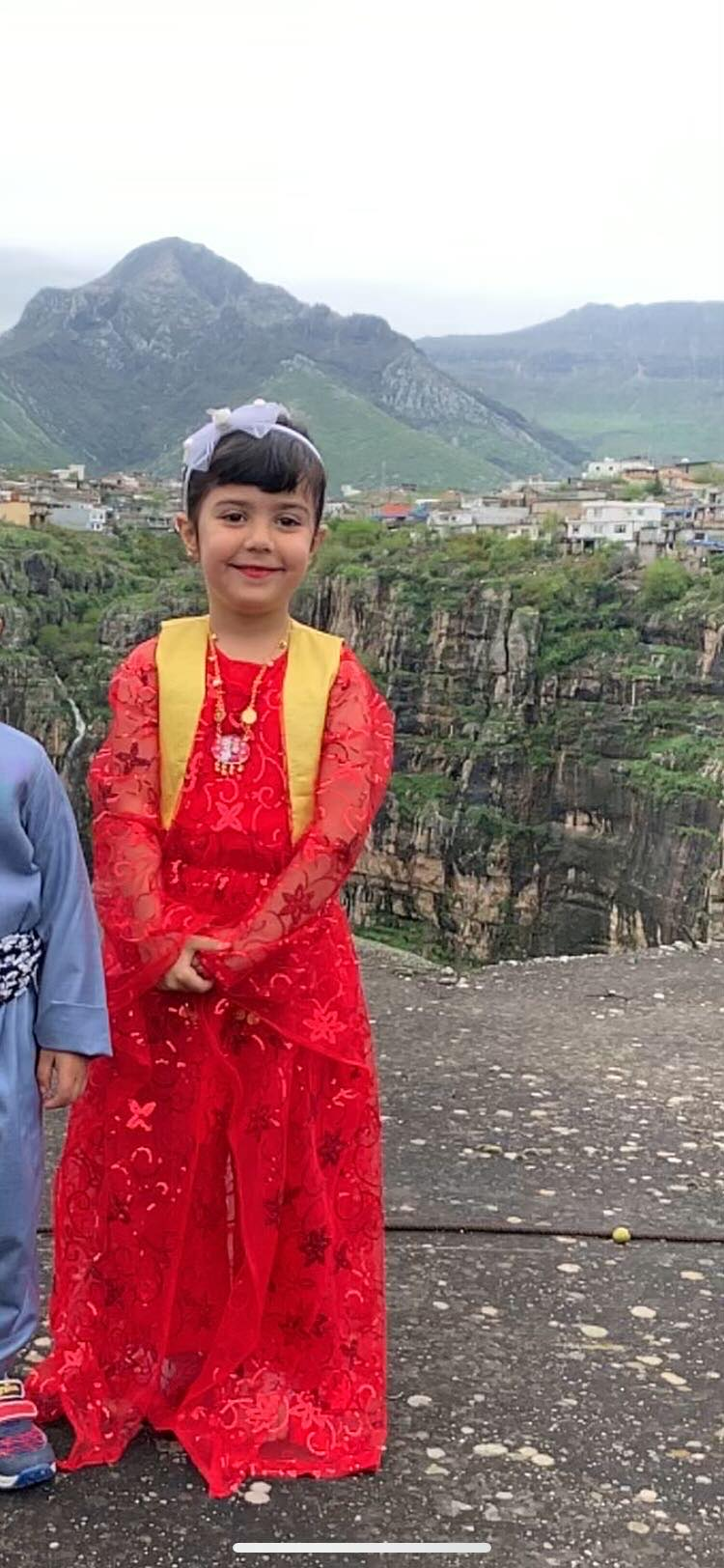
زي كردي

#### مكملات الزي النسائي
وتعمد سيدات أو بنات الاسر الثرية إلى ارتداء الأحزمة الذهبية التي يزيد عرضها عن عشرة سنتيمترات التي تصنع خصيصا لهذا الغرض وبمبالغ باهظة، حيث تربط حول الخاصرة امعانا في المزيد من الاثارة واظهار المفاتن. وتمعن بعض السيدات أو الفتيات الثريات في التعبير عن ثرائهن بارتداء قبعات مطرزة بالجنيهات الذهبية «الليرة» المرتبطة بسلسلة ذهبية غليظة تتدلى من اسفل الفك، إضافة إلى سلسلة ذهبية طويلة يتم ارتداؤها بطريقة الوشاح الذي يرتديه القضاة في المحاكم وتحمل معها قطعا اسطوانية مجوفة من الذهب تفصلها قطع من الجنيهات الذهبية من عيار 24 قيراطا.
اما ذوات الإمكانات المحدودة، فإنهن يستعضن عن الاحزمة الذهبية والقبعات المطرزة بالجنيهات، بأخرى تشبهها في التصميم، لكنها مصنوعة من المعادن العادية المطلية بلون الذهب أو بالاكسسوارات المشابهة، في حين ترتدي النسوة في كردستان الإيرانية احزمة حريرية سميكة وذات الوان جذابة عوضا عن الاحزمة الذهبية.

## تاريخه
يعود إلى القرون الغابرة ولكن تطور مع مرور الازمنة وأصبح في تطور كل موسم في نوعية الاقمشة والخياطة.